# Уткін Валентин Павлович
Валентин Павлович Уткін (нар. 12 січня 1934 — пом. 1 жовтня 2013) — український хокейний тренер. Заслужений тренер УРСР. Заслужений працівник фізичної культури і спорту України.

## Кар'єра
Виступав за команди «Хімік» (Москва), «Труд» (Тушино), «Авангард» (Ленінград), «Кіровець» (Ленінград), «Локомотив» (Москва) і «Динамо» (Київ).
У складі московських «залізничників» — бронзовий призер чемпіонату СРСР 1961 року. Перший капітан «Динамо». Кольори київського клубу захищав протягом п'яти сезонів. Переможець другого дивізіону 1965 року.
З 1968 по 1976 рік був помічником старших тренерів київських клубів «Динамо» і «Сокіл». Наступні 32 роки — директор спортивної дитячо-юнацької школи олімпійського резерву «Сокіл», вихованці якої ставали олімпійськими чемпіонами, вигравали Кубок Стенлі, першості світу та Європи. 
Валентин Уткін помер від інсульту 1 жовтня 2013 року в Києві. Церемонія прощання з Валентином Уткіним пройшла у п'ятницю, 4 жовтня, біля ЛПС «Авангард». Поховано Валентина Уткіна на Лісовому кладовищі в Києві.
| Сезон   | Команда       | Ліга | І  | ЗШ |
| ------- | ------------- | ---- | -- | -- |
| 1955/56 | «Хімік» М     | Д-1  |    | 3  |
| 1956/57 | «Труд»        | Д-2  |    |    |
| 1957/58 | «Авангард» Лд | Д-1  |    |    |
| 1958/59 | «Кіровець» Лд | Д-1  |    | 1  |
| 1959/60 | «Локомотив» М | Д-1  |    |    |
| 1960/61 | «Кіровець» Лд | Д-1  |    | 1  |
| 1960/61 | «Локомотив» М | Д-1  |    | 12 |
| 1961/62 | «Локомотив» М | Д-1  | 33 | 15 |
| 1962/63 | «Локомотив» М | Д-1  | 36 | 6  |
| 1963/64 | «Динамо» К    | Д-2  | 27 | 8  |
| 1964/65 | «Динамо» К    | Д-2  | 40 | 18 |
| 1965/66 | «Динамо» К    | Д-1  | 32 | 11 |
| 1966/67 | «Динамо» К    | Д-1  | 39 | 8  |
| 1967/68 | «Динамо» К    | Д-1  | 33 | 4  |

## Вшанування пам'яті
На честь Валентина Уткіна проводиться щорічний юнацький хокейний турнір.